# マイクロソフトリターンオブアーケード
マイクロソフトリターンオブアーケード（英: Microsoft Return of Arcade）は、1996年にマイクロソフトから発売されたMicrosoft Windows用ゲームソフト。

## 概要
ナムコから1979年から発売されたアーケードゲームの4作品が収録されている。当時のパソコンの性能は低くアーケードゲームのパソコンへの移植作品も存在していたが本物と比べると劣っていた。それが1996年にはマイクロソフトリターンオブアーケードでパソコンで忠実に再現させた。1996年時点ならばオリジナルよりも性能の進んだ作品にできるものの、あえてオリジナルと同等のサウンドやグラフィックにされた。
アメリカ合衆国ではこれに続いてMicrosoft Revenge of Arcadeも発売された。また2000年にはパックマンの発売20周年を記念した「Microsoft Return of Arcade: Anniversary Edition」も発売されている。

## 収録作品
- ギャラクシアン
- パックマン
- ディグダグ
- ポールポジション
- ミズ・パックマン（Anniversary Editionのみ）